# ビヨンド (映画)
『ビヨンド』（原題：...E tu vivrai nel terrore! L'aldilà, 英題：The Beyond）は、1981年4月29日公開のイタリア映画。ルチオ・フルチ監督による、ゾンビもののホラー映画である。
日本では劇場未公開であり、ビデオスルーとなった。

## 概要
フルチが『サンゲリア』『地獄の門』に続いて発表したゾンビ映画第3弾。
冒頭の凄惨なリンチシーンをはじめ、硫酸で顔面が溶ける、蜘蛛の大群が人肉を喰らう、犬に喉笛を噛み切られる、ゾンビの頭を拳銃で吹っ飛ばすなど、残酷シーンが満載である。
『地獄の門』に「ダンウィッチ」が舞台として使用されたのと同様、本作でもクトゥルフ神話に登場する架空の魔術書『エイボンの書』が重要なファクターとして使用されており、物語自体もラヴクラフト作品へのオマージュとなっている。

## あらすじ
1927年。ルイジアナ州にある「セブン・ドアーズ・ホテル」に滞在していた画家シュワイク（アントニー・セイント＝ジョン）が、怪奇現象が発生した原因と見做され村人たちの襲撃を受け、凄惨なリンチの後に処刑された。
それから54年後。叔父の遺産として、閉鎖されていたセブン・ドアーズ・ホテルを相続したライザ（カトリオーナ・マッコール）は、営業再開に向けて改修工事を進めていた。しかし、塗装工が原因不明の転落事故に遭って重傷を負ったのを皮切りに、ライザにホテルから去るように警告する盲目の女性が現れるなどの奇妙な出来事が相次ぎ、工事は思ったように進まない。ついには、ホテルの改修を勧めたコンサルタントや配管工やその妻、小間使いの女性も次々と謎の死を遂げていく。
実は、現世と地獄をつなぐ7つの門が存在しており、その門の一つがこのホテルの地下にあり、外ならぬその番人がシュワイクだったのである。ライザと相談を受けた医師のジョンがホテルの地下へ降りると、彼らの目の前で地獄の門は崩壊し始めた。ジョンの勤める病院に逃げ込んだ二人であるが、そこでも次々に蘇った凄惨な姿の死者が襲い掛かる。

## スタッフ
- 監督：ルチオ・フルチ
- 製作：ファブリッツィオ・デ・アンジェリス
- 脚本：ルチオ・フルチ、ダルダノ・サッケッティ、ジョルジオ・マウリッツォ
- 撮影：セルジオ・サルヴァーティ
- 音楽：ファビオ・フリッツィ
- 特殊メイク：ジャンネット・デ・ロッシ
- 特殊効果：ジェルマーノ・ナターリ
- 美術・衣裳：マッシモ・レンティーニ
- 編集：ヴィンチェンツォ・トマッシ

## キャスト
- ライザ：カトリオーナ・マッコール
- Dr.ジョン・マッケーブ：デヴィッド・ウォーベック
- シュワイク：アントワーヌ・セイント＝ジョン
- エミリー：サラ・ケラー
- マーサ：ヴェロニカ・ラザール
- ラリー：アンソニー・フリーズ
- ジョー：ジョヴァンニ・デ・ナヴァ
- Dr.ハリス：アル・クライヴァー
- マーティン：ミシェル・ミラベラ